# European Women's Futsal Tournament 2022
L'European Women's Futsal Tournament 2022 è stata la 6ª edizione del torneo continentale riservato ai club di calcio a 5 femminili vincitori nella precedente stagione del massimo campionato delle federazioni affiliate alla UEFA. La competizione si è svolta dal 19 al 22 dicembre 2022 a Falconara Marittima, in Italia.

## Squadre partecipanti
Tutte le nazioni che partecipano schierano una sola squadra, per un totale di 6 squadre.

### Lista
| Rank | Nazione                | Squadra               | Urna |
| ---- | ---------------------- | --------------------- | ---- |
| 1/H  | Italia (bandiera)      | Falconara             | 1    |
| 2    | Spagna (bandiera)      | Atlético Navalcarnero | 1    |
| 3    | Portogallo (bandiera)  | Benfica               | 1    |
| 4    | Ungheria (bandiera)    | Deac                  | 1    |
| 5    | Polonia (bandiera)     | Uam Poznan            | 1    |
| 6    | Paesi Bassi (bandiera) | DRS Vijfje            | 1    |

Note
- (TH) – Squadra campione in carica
- (H) – Squadra ospitante

### Formula
Le 6 squadre si affrontano in due gironi da tre. Le prime di ogni girone si affrontano nella finale, le seconde per il 3º posto e le terze per il 5º posto.

## Fase a gironi

### Gruppo A
| Squadra    | P.ti | G | V | N | P | GF | GS | DR  |
| ---------- | ---- | - | - | - | - | -- | -- | --- |
| Falconara  | 6    | 2 | 2 | 0 | 0 | 14 | 1  | +13 |
| Deac       | 3    | 2 | 1 | 0 | 1 | 1  | 2  | -1  |
| DRS Vijfje | 0    | 2 | 0 | 0 | 2 | 1  | 13 | -12 |

| Falconara Marittima 19 dicembre 2022, ore 21:00 | Falconara | 12 – 1 (6-0) | DRS Vijfje | PalaBadiali |

| Falconara Marittima 20 dicembre 2022, ore 21:00 | Falconara | 2 – 0 (1-0) | Deac | PalaBadiali |

| Falconara Marittima 21 dicembre 2022, ore 17:00 | DRS Vijfje | 0 – 1 (0-1) | Deac | PalaBadiali |

### Gruppo B
| Squadra               | P.ti | G | V | N | P | GF | GS | DR  |
| --------------------- | ---- | - | - | - | - | -- | -- | --- |
| Benfica               | 6    | 2 | 2 | 0 | 0 | 18 | 3  | +15 |
| Atlético Navalcarnero | 3    | 2 | 1 | 0 | 1 | 12 | 10 | +2  |
| Uam Poznan            | 0    | 2 | 0 | 0 | 2 | 2  | 19 | -17 |

| Falconara Marittima 19 dicembre 2022, ore 17:00 | Atlético Navalcarnero | 9 – 2 (3-1) | Uam Poznan | PalaBadiali |

| Falconara Marittima 20 dicembre 2022, ore 17:00 | Uam Poznan | 0 – 10 (0-5) | Benfica | PalaBadiali |

| Falconara Marittima 21 dicembre 2022, ore 21:00 | Atlético Navalcarnero | 3 – 8 (1-4) | Benfica | PalaBadiali |

## Fase a eliminazione diretta

### Tabellone
|  | Finale 5º posto |   |
|  |                 |   |
|  | Uam Poznan      | 3 |
|  | Uam Poznan      | 3 |
|  | DRS Vijfje      | 1 |
|  | DRS Vijfje      | 1 |

|  | Finale 3º posto       |   |
|  |                       |   |
|  | Deac                  | 2 |
|  | Deac                  | 2 |
|  | Atlético Navalcarnero | 6 |
|  | Atlético Navalcarnero | 6 |

|  | Finale    |   |
|  |           |   |
|  | Falconara | 3 |
|  | Falconara | 3 |
|  | Benfica   | 2 |
|  | Benfica   | 2 |

### Finale 5º posto
| Falconara Marittima 22 dicembre 2022, ore 14:00                                                           | Uam Poznan | 3 – 1             | DRS Vijfje | PalaBadiali |
| \| \| \| \| \| 5'30" pt Kuleczka 16'57" pt Sawicka 5'14" st Kuleczka \| Marcatori \| 9'34" st De Gruen \| |            |                   |            |             |
| |            |                   |            |             |
| 5'30" pt Kuleczka 16'57" pt Sawicka 5'14" st Kuleczka                                                     | Marcatori  | 9'34" st De Gruen |            |             |

### Finale 3º posto
| Falconara Marittima 22 dicembre 2022, ore 17:00 | Deac      | 2 – 6 (0-2) | Atlético Navalcarnero | PalaBadiali |
| \| \| \| \| \| 5’11” e 16'12" st Krascsenics \| Marcatori \| 1’25” p.t. Ame Romero 9’14” aut. Csepregi 1’30” s.t. Ame Romero 2’09” st Luchi 11’16” st Sotelo 14’36” st aut. Csepregi \| |           | |                       |             |
| |           | |                       |             |
| 5’11” e 16'12" st Krascsenics | Marcatori | 1’25” p.t. Ame Romero 9’14” aut. Csepregi 1’30” s.t. Ame Romero 2’09” st Luchi 11’16” st Sotelo 14’36” st aut. Csepregi |                       |             |

### Finale
| Falconara Marittima 22 dicembre 2022, ore 21:00 | Falconara  | 3 – 2 (3-2) | Benfica | PalaBadiali |
| \| \| \| \| \| 12'52" pt Dal'maz 14'59" pt Taty 18'16" pt Rozo \| Marcatori \| 2'47" pt e 17'57" pt Janice Silva \| \| Dibiase Taty Isa Pereira Taina Santos Dal'maz Praticò Rozo Zepponi Pandolfi Luciani Ferrara Polloni \| Formazioni \| Ana Catarina Ines Fernandes Sara Ferreira Fifò Maria Pereira Janice Silva Drica Luana Vieira Ines Matos Leninha Angelica Alves Raquel Santos Marta Costa \| \| Neri \| Allenatori \| Pinto \| |            | |         |             |
| |            | |         |             |
| 12'52" pt Dal'maz 14'59" pt Taty 18'16" pt Rozo | Marcatori  | 2'47" pt e 17'57" pt Janice Silva |         |             |
| Dibiase Taty Isa Pereira Taina Santos Dal'maz Praticò Rozo Zepponi Pandolfi Luciani Ferrara Polloni | Formazioni | Ana Catarina Ines Fernandes Sara Ferreira Fifò Maria Pereira Janice Silva Drica Luana Vieira Ines Matos Leninha Angelica Alves Raquel Santos Marta Costa |         |             |
| Neri | Allenatori | Pinto |         |             |

## Classifica marcatori
| Gol |  |  | Giocatore          | Squadra               |
| --- |  |  | ------------------ | --------------------- |
| 6   |  |  | Fifò               | Benfica               |
| 5   |  |  | Sara Ferreira      | Benfica               |
| 5   |  |  | Ame Romero         | Atlético Navalcarnero |
| 4   |  |  | Erika Ferrara      | Falconara             |
| 4   |  |  | Taina              | Falconara             |
| 4   |  |  | Vane Sotelo        | Atlético Navalcarnero |
| 4   |  |  | Janice Silva       | Benfica               |
| 3   |  |  | Krascsenics Csilla | Deac                  |
| 3   |  |  | Maja Kuleczka      | Uam Poznan            |
| 3   |  |  | Taty               | Falconara             |
| 3   |  |  | Rozo               | Falconara             |